# ParadiseConsumer Group
The ParadiseConsumer group fou un grup artístic format per Pep Aguareles, Eve Ariza, Helena guardia, Susana Herrador establert al Principat d'Andorra Va estar actiu entre 2004 i 2009.

## Història
El grup es va formar el 2004 i van participar com a representants d'Andorra en un festival d'art dels Petits Estats a San Marino anomenat Small states under uncertain stereotipes, comissariat per Rita Canarezza i Pier Paolo Coro, impulsors del projecte Little Constellation i de NUA (New Arts and Research)
El grup de treball es va crear amb l'objectiu d'unificar i impulsar relacions culturals entre petits estats. Els representants del grup andorrà es van constituir informalment com a ParadiseConsumer Group, nom extret del seu primer treball, un vídeoart anomenat Paradiseconsumer, filmat als grans magatzems Andorra 2000. El vídeo és una anàlisi sobre els estereotips no certs dels petits estats i tracta de l'Andorra barata, de l'Andorra com a Paradís de Consum, que fou i que ja no és.
Més endavant van seguir amb Passivcity, un segon vídeo que tractava sobre el tema de la Passivitat, aquest es va presentar per primera vegada el 2008 a la Fabrica de Vapore, Neon campo base de Milà.